# Добра криниця (заказник)
Добра криниця — лісовий заказник місцевого значення в Україні. Розташований на території Баштанського району Миколаївської області, біля села Добра Криниця.
Площа — 20 га. Статус надано згідно з рішенням Миколаївської обласної ради № 448 від 23.10.1984 року. Перебуває у користуванні ДП «Баштанське лісове господарство» (Христофорівське лісництво).
Охороняється комплекс балок із степовою рослинністю, що збереглися серед штучних лісових насаджень в урочищі «Добра криниця». Тут зафіксовано місцезростання цінних та рідкісних рослин, що потребують охорони: повстянка дніпровська та ковила волосиста.